# Charles IV chasseur
Charles IV chasseur est une huile sur toile peinte en 1799 par Francisco de Goya. C’est le second de ses deux portraits de Charles IV d’Espagne. Goya avait précédemment été nommé peintre de la cour de Charles III d’Espagne, qui était généralement considéré comme un fin politique. Bien qu’intelligent, Charles IV était vu comme moins fin que son père et fut démis par Napoléon Ier durant un temps, alors qu’il était plus intéressé par le sport et la chasse que par les affaires d’état.

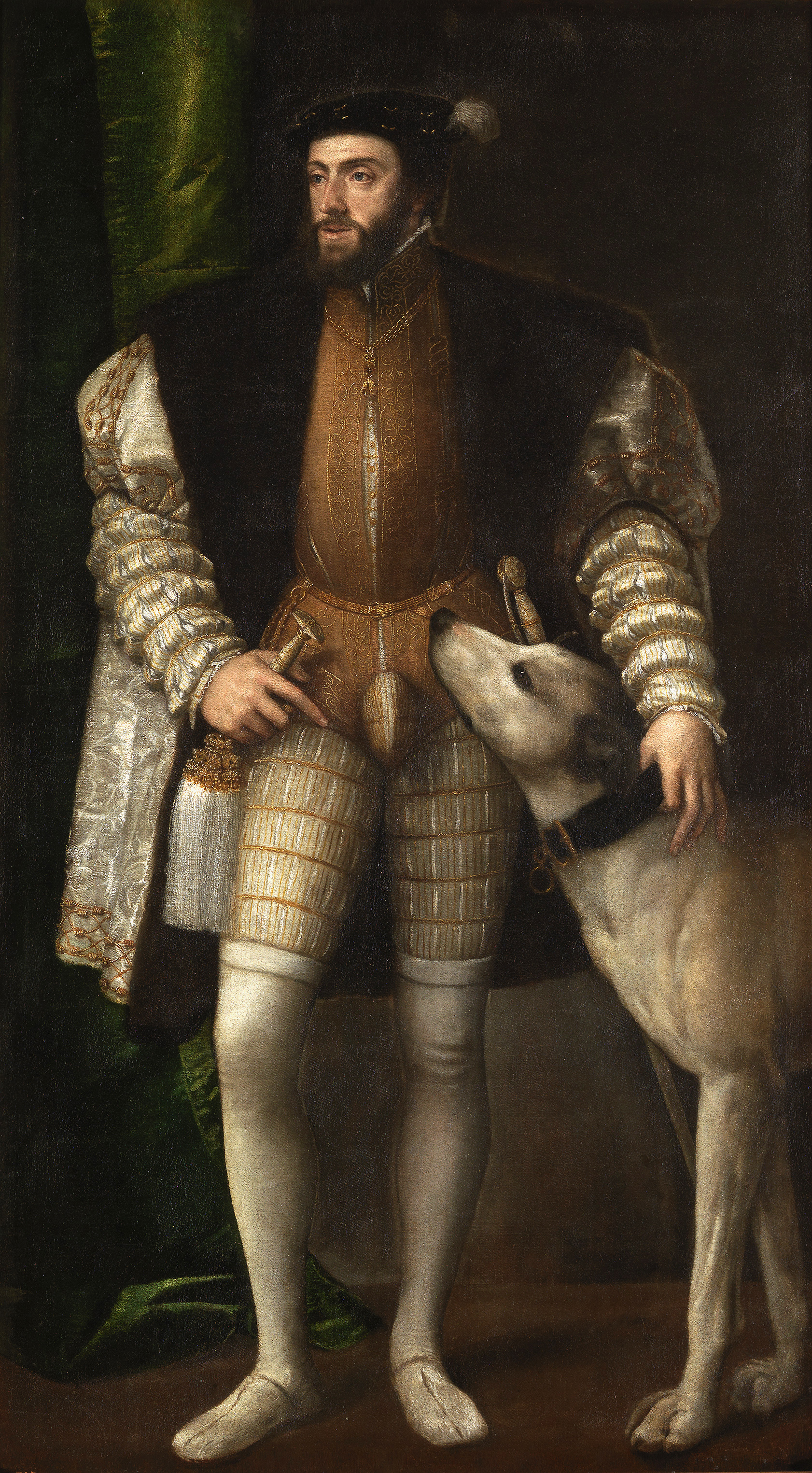
Le Titien, Portrait de Charles Quint avec un chien, 1533

## Analyse
Goya porta une grande attention aux vêtements et aux armes du roi mais il souligna la faiblesse du souverain, accentua son embonpoint et son regard indécis. D’après le critique Robert Hughes il lui fit dans ce portrait « un gros nez, cerné d’un tricorne comme la tête d’une tortue affable sortant de son trou » Durant sa carrière, Goya peignit à la fois le père et le fils en habits de chasse. Son inspiration pour le plus âgé fut probablement tiré du portrait de Philippe IV chasseur par Velázquez, que Goya avait eu l’occasion de contempler comme peintre de cour. Il s’inspira également du Portrait de Charles V avec un chien du Titien 
Goya avait peint le père de Charles IV en 1780, alors qu’il était lui-même jeune homme. Même si peu des pensées de l’artiste nous sont parvenues, les historiens de l’art admettent généralement que d’après ses travaux ultérieurs, tels que la Famille de Charles IV, il dépeignait Charles IV comme un faible, corpulent, un peu indécis ; caractéristiques plus proches du gentilhomme de province que d’un monarque absolu.